# Branko Bobić
Branko Bobić (Kučan gornji kraj Varaždina, 16. studenog 1943.) hrvatski slikar

## Životopis
Počeo je slikati 1969. godine, kada je imao i prvu izložbu.
Član je Hrvatskog društva likovnih umjetnika (HDLU) i Likovnog udruženja Varaždina (LUV). 
Sudjelovao je na više od 60 skupnih izložbi u Hrvatskoj i Europi. Takoder je sudjelovao na izložbama slikara Zagorja i Međimurja. Djela su mu bila izložena i na 14. i 15. izložbi suvremene umjetnosti koju je organiziralo Hrvatsko društvo likovnih umjetnika. 
Godine 1987. bio je na dvomjesečnom boravku u Parizu. Te iste godine sudjelovao je na 19. bijenalu u Košicama, Slovačka. 
Godine 1990. sudjelovao je na 19. Bienalu u Zagrebačkom salonu, te na izložbi pod nazivom "Umjetnost Istočne Europe" koja se održala u Dordrechtu u Nizozemskoj. 
Godine 1994. sudjelovao je na izložbi "POOAART" koja se održala u Mariboru, Slovenija.
Od 1980. imao je samostalne izložbe u Varaždinu, Varaždinskim Toplicama, Zagrebu, Čakovcu, Križevcima (Hrvatska), Ptuju (Slovenija), Genevei (Švicarska), Kölnu, Hurtu i Münchenu (Njemačka), Komarnu (Slovačka).
Godine 2007. u Galeriji starih i novih majstora Gradskog muzeja Varaždin likovnoj publici predstavlja svoj ciklus "Vlakovi". 
O Bobiću su pisali mnogi istaknuti hrvatski profesori: Josip Depolo, Damir Grubic, Miroslav Gašparović, Stjepan Hajduk, Marijan Špoljar, Višnja Burek, Ernest Fišer, Darko Sačić.

## Vanjske poveznice
- Službene stranice  Arhivirana inačica izvorne stranice od 21. veljače 2010. (Wayback Machine)